# الغشاء القاعدي الكبيبي
الغشاء القاعدي الكبيبي للكلية هو طبقة الصفيحة القاعدية للكبيبة. والخلايا البطانية الكبيبية، والغشاء القاعدي الكبيبي، وتؤدي شقوق الترشيح بين الخلايا الرجلاء وظيفة الترشيح في الكبيبة، وفصل الدم في الشعيرات الدموية من الترشيح أن النماذج في كبسولة بومان. الغشاء القاعدي الكبيبي عبارة عن اندماج للخلية البطانية والصفائح القاعدية للخلية، وهو الموقع الرئيسي لتقييد تدفق المياه. يتم إفراز الغشاء القاعدي الكبيبي والحفاظ عليه بواسطة الخلايا الرجلاء.

## طبقات
يحتوي الغشاء القاعدي الكبيبي على ثلاث طبقات:
| طبقةِ                     | موقع                     | تكوين                                               | وظيفة                                                                                  |
| ------------------------ | ------------------------ | --------------------------------------------------- | -------------------------------------------------------------------------------------- |
| الصفيحة الرقيقة الخارجية | مجاورة للخلايا الرجلاء   | كبريتات الهيباران سيالوغليكوبروتينات البروتيوغليكان | كبريتات الهيبارين تقيد حركة الجسيمات الأنيونية. صمغ بروتينات سيالوجية الخلايا على GBM. |
| الصفيحة الكثيفة          | المنطقة المركزية المظلمة | كولاجين النوع الرابع ولامينين                       | كتل حسب الحجم (الوزن الجزيئي> 70kDa)                                                   |
| الصفيحة الرقيقة الداخلية | مجاورة للخلايا البطانية  | كبريتات الهيباران كبريتات شوندروتن                  | كتل عن طريق الشحن                                                                      |

يتكون الغشاء الكبيبي من خلايا ميسانجيل، وهي خلايا معدلة تفصل الشعيرات الدموية عن بعضها في أجزاء أخرى من الجسم. تحتوي الخلايا الرجلاء المجاورة لها على شقوق ترشيح بقطر 25 نانومتر التي تكونت عن طريق الأرجل الكاذبة الناتجة عنها. فتحات الترشيح مغطاة بغشاء يتضمن بروتين الغشاء النيفرين.

## علم الأمراض

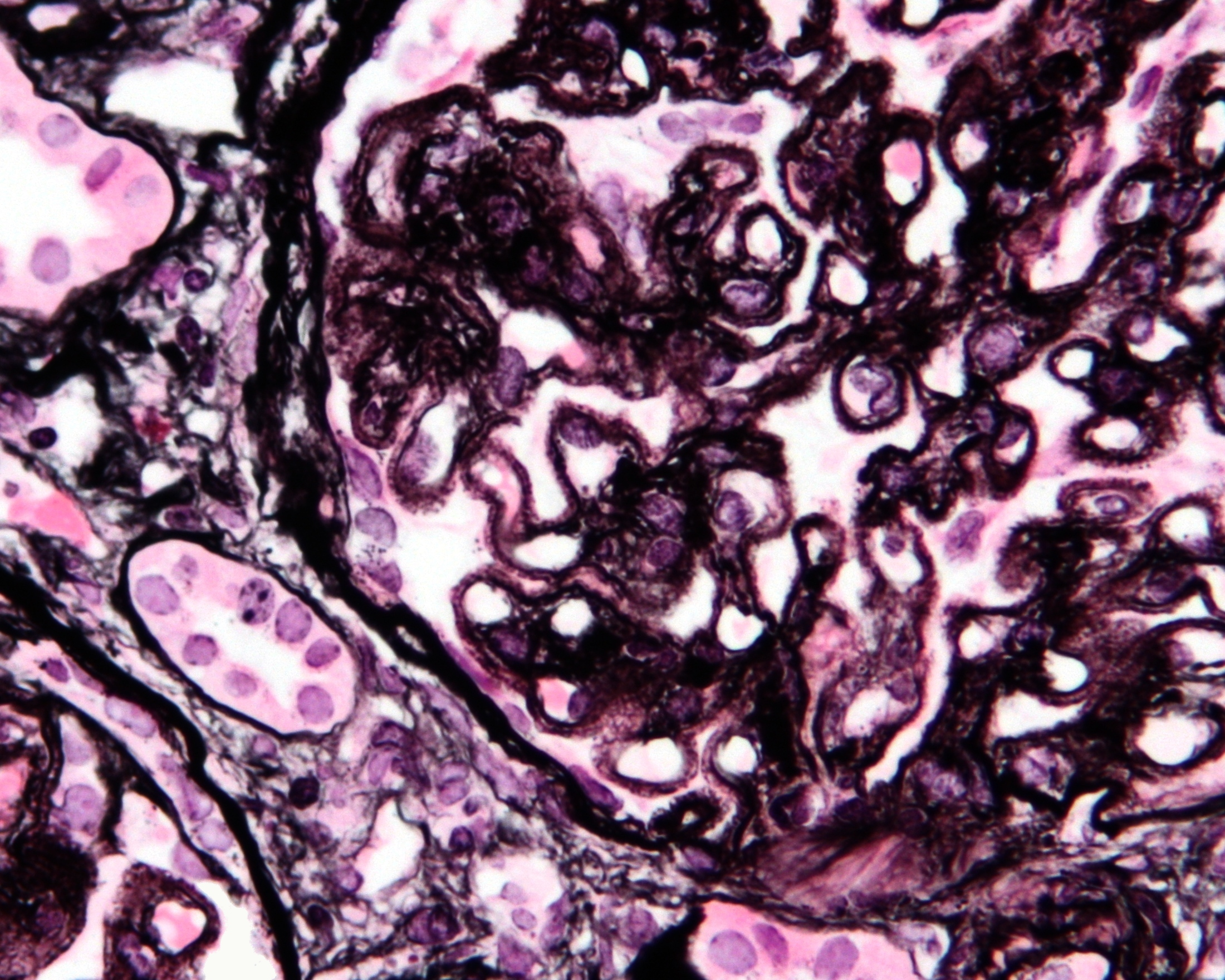
صورة مجهرية تظهر تشكيل ارتفاع في الغشاء القاعدي الكبيبي في اعتلال الكلية الغشائي. وصمة عار جونز.

تُعرف متلازمة غود باستشر أيضًا بمرض الغشاء القاعدي الكبيبي. تصبح الشعيرات الدموية ملتهبة نتيجة تلف الغشاء القاعدي بواسطة الأجسام المضادة لمجال alpha 3 NC1 من النوع الرابع من الكولاجين.
المتلازمة الكلوية هي تغير في بنية آلية الترشيح الكبيبي عادة في الغشاء القاعدي الكبيبي. تشمل بعض الأعراض البيلة البروتينية ونقص ألبومين الدم والوذمة وفرط شحميات الدم.
التصلب الكبيبي السكري هو سماكة في الغشاء القاعدي، والتي يمكن أن تصل إلى 4-5 مرات أكثر من المعتاد. يمكن أن يكون سببه نقص الأنسولين أو ارتفاع السكر في الدم الناتج.
متلازمة ألبورت هي التهاب الكلية الوراثي المرتبط بالكروموسوم X الناجم عن طفرات في الكولاجين من النوع الرابع، مما يؤدي إلى انقسام الصفيحة الكثيفة في الغشاء القاعدي الكبيبي. كما أنه يؤثر على العين والأذن الداخلية.

## صور إضافية

الكُبيبة الكلوية تظهر الغشاء القاعدي الكبيبي.

## روابط خارجية
- glomerular+basement+membrane في المكتبة الوطنية الأمريكية للطب نظام فهرسة المواضيع الطبية (MeSH).

- «الورم الأرومي الدبقي واضطراباته» على موقع dmed.ed.ac.uk